# Club Patí Bell-lloc
El Club Patí Bell-lloc és una societat esportiva dedicada a la pràctica de l'hoquei sobre patins.

## Història

### Inicis[1]
L'hoquei a Bell-lloc d'Urgell es remunta als anys 70. En aquella època el poble tenia, i encara té, una magnífica pista poliesportiva on principalment s'hi celebrava el ball i les festes majors i estava administrada per la Societat Cultural i Recreativa (SCR) de Bell-lloc d'Urgell.
A Lleida hi havia l'equip d'hoquei patins del Lleida Llista Blava que no tenia la pista coberta, i com que la climatologia de la zona és molt humida a l'hivern, se'ls feia molt difícil entrenar i varen buscar una pista que estigués coberta i relativament a prop de Lleida.
Amb un acord de col·laboració entre la SCR i el Llista, l'equip del Segrià va poder entrenar a Bell-lloc i el jovent del poble va descobrir un esport que se'ls hi feia rar, amb unes porteries molt petites i que es jugava amb un bastó a les mans.
Amb la pista muntada, ben aviat van començar a entrenar els primers jugadors locals i, al cap d'un any, ja disputaven els primers partits.
Fruit de la bona feina i la il·lusió dels practicants d'aquest esport, als anys 80 van arribar els exits amb la consecució del Campionat d'Espanya Infantil i la victoria en la Primera Copa Anxaneta que es va disputar.

### Creació del Club[2]
El 31 de desembre de 1986 es va crear l'actual Club Patí Bell-lloc amb un ferm projecte per tenir hoquei de qualitat en el nostre poble i la fita es va aconseguir la temporada 94-95, en què es va pujar a la categoría Nacional Espanyola on el Club va militar durant 11 anys.
El fet que el nostre Club disputés els partits d'aquesta categoría, va obligar a construir un nou pavelló a Bell-lloc per complir amb la normativa de mesures i capacitat del recinte. El pavelló va tardar 2 anys a construir-se, i durant aquest espai de temps els partits es van disputar al Pavelló de Mollerussa.
Altra vegada es va repetir lo dels inicis de l'hoquei a Bell-lloc, però aquesta vegada va ser el Bell-lloc el que va potenciar l'hoquei patins a Mollerussa, doncs igual com va passar a Bell-lloc el jovent de la capiltal del Pla d'Urgell va descobrir el nou joc que els brindava cada setmana el Club Patí Bell-lloc.
Pel nostre Club han passat quantitat de jugadors d'altissima qualitat i del nostre poble han sortit figures de l'hoquei patins que encapçalen com a màxim exponent els germans Carles i Albert Folguera que amb els seus Clubs i Seleccions han guanyat tots els trofeus haguts en aquest esport.

### Actualitat
Actualment està en la categoría de plata de Catalunya que es la Primera Catalana que organitza la Federació Catalana de Patinatge.

## Jugadors destacats
- Albert Folguera
- Carles Folguera